# Hareskov Station
Hareskov Station er en S-togs-station der ligger i Hareskovby i Furesø Kommune.
Stationen ligger på Farumbanen/Hareskovbanen, og åbnede som S-togsstation 25. september 1977. Før det var det en station på København-Slangerup Banen som blev indviet i 1906.

## Beskrivelse
Stationen består af to gennemgående spor uden vigespor, på hver side forsynede med en perron med ventesal i form af et åbent halvtag. Adgang mellem de to perroner kan ske via en stitunnel under banen.
Der er adgang til stationen fra en mindre stationsforplads som også fungerer som en lille busholdeplads samt fra selve Hareskoven.

## Galleri
- Hareskov Station.
- Stationen ligger i udkanten af skoven.
- Adgang fra busholdeplads.
- Busstoppested for linje 165.
- Stitunnel under banen.
- Linje A der tidligere betjente stationen.

## Antal rejsende
Ifølge Østtællingen var udviklingen i antallet af dagligt afrejsende med S-tog:
| År   | Antal | År   | Antal | År   | Antal | År   | Antal |
| ---- | ----- | ---- | ----- | ---- | ----- | ---- | ----- |
| 1957 | -     | 1974 | -     | 1991 | 657   | 2001 | 759   |
| 1960 | -     | 1975 | -     | 1992 | 596   | 2002 | 619   |
| 1962 | -     | 1977 | 278   | 1993 | 537   | 2003 | 604   |
| 1964 | -     | 1979 | 436   | 1995 | 617   | 2004 | 736   |
| 1966 | -     | 1981 | 601   | 1996 | 593   | 2005 | 604   |
| 1968 | -     | 1984 | 601   | 1997 | 535   | 2006 | 560   |
| 1970 | -     | 1987 | 520   | 1998 | 522   | 2007 | 795   |
| 1972 | -     | 1990 | 700   | 2000 | 479   | 2008 | 896   |